# Біждерев
Біждерев (Myricaria) — рід квіткових рослин родини тамарискових, що походить з Євразії.

## Морфологічна характеристика
Це кущі, рідше напівкущі, листопадні, прямовисні чи розпростерті. Листки прості, дрібні, чергові чи супротивні, сидячі, зазвичай густо розташовані на зелених молодих гілках поточного року, по краю цілі. Квітки п'ятичленні, двостатеві, зібрані в кінцеві або бічні китиці чи волоті. Чашечка глибоко 5-лопатева майже до основи. Пелюстки вільні, рожеві, бузкові, білі чи багряно-червоні. Тичинок 10. Плід — коробочка. Насіння численне, голе, верхівка остиста.

## Види
- Myricaria albiflora Grierson & D.G.Long
- Myricaria bracteata Royle
- Myricaria davurica (Willd.) Ehrenb.
- Myricaria germanica (L.)Desv.
- Myricaria laxiflora (Franch.) P.Y.Zhang & Y.J.Zhang
- Myricaria longifolia (Willd.) Ehrenb.
- Myricaria paniculata P.Y.Zhang & Y.J.Zhang
- Myricaria platyphylla Maxim.
- Myricaria prostrata Hook.f. & Thomson
- Myricaria pulcherrima Batalin
- Myricaria rosea W.W.Sm.
- Myricaria squamosa Desv.
- Myricaria wardii C.Marquand

## Використання
Принаймні види Myricaria squamosa і Myricaria germanica збирають із дикої природи для місцевого використання як ліки та джерело матеріалів.